# Schloss Vogtareuth

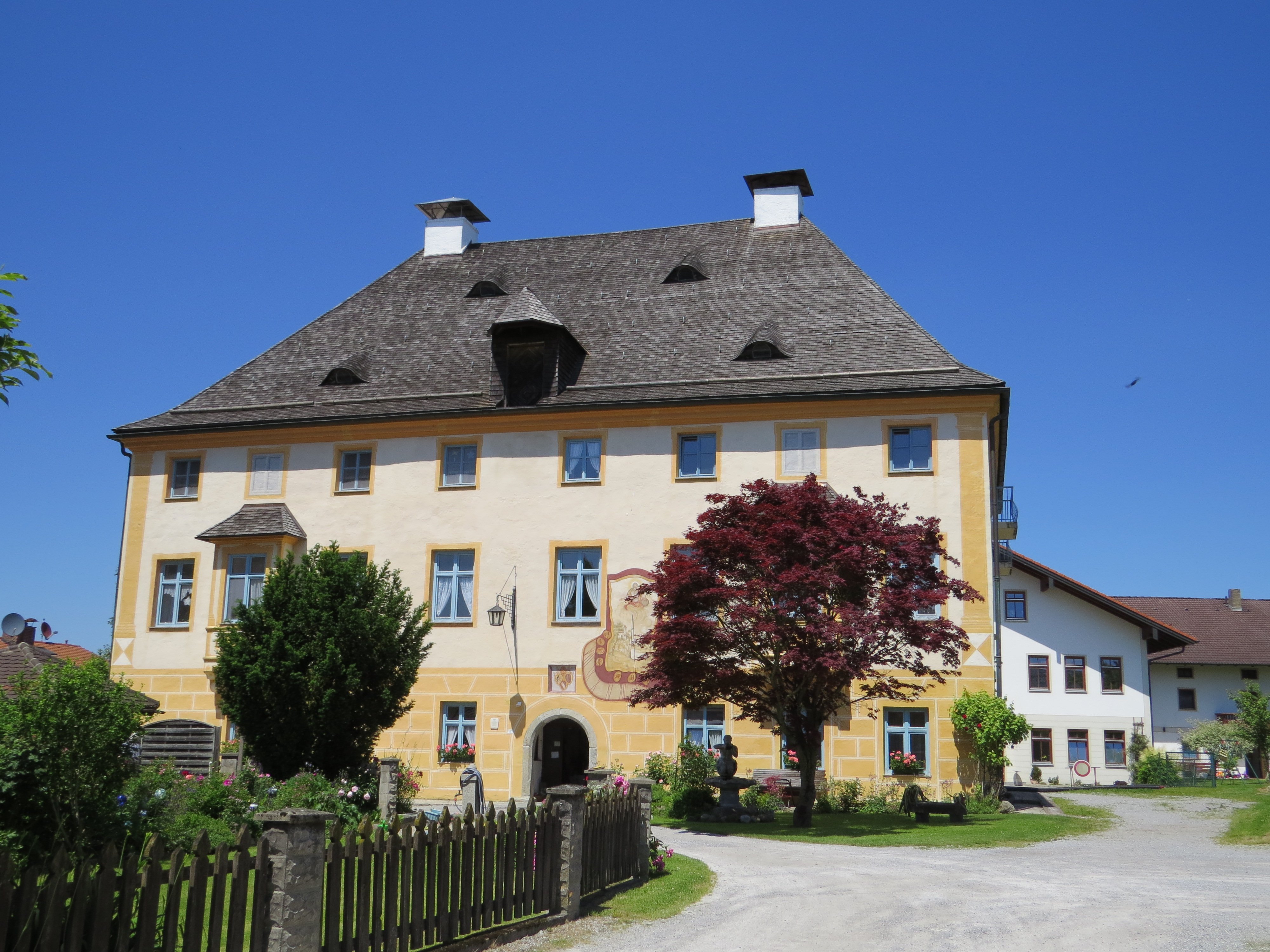
Schloss Vogtareuth

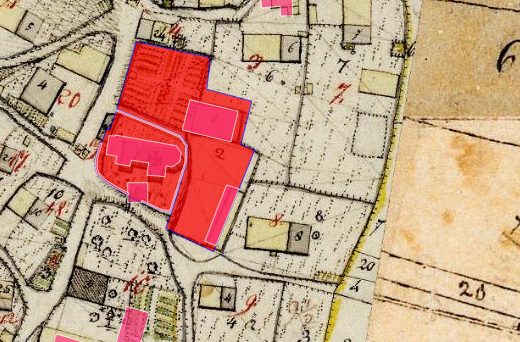
Lageplan von Schloss Vogtareuth auf dem Urkataster von Bayern

Das denkmalgeschützte Schloss Vogtareuth (auch Vogteigebäude Vogtareuth genannt) befindet sich in der oberbayerischen Gemeinde Vogtareuth im Landkreis Rosenheim (Kirchplatz 8) unmittelbar westlich der Pfarrkirche St. Emmeram. Die Anlage ist unter der Aktennummer D-1-87-181-6 als Baudenkmal verzeichnet. „Untertägige frühneuzeitliche Befunde im Bereich von Schloss Vogtareuth mit zugehörigem Wirtschaftshof und barocker Gartenanlage“ werden zudem als Bodendenkmal unter der Aktennummer D-1-8039-0173 geführt.

## Geschichte
In einer gefälschten Urkunde von 959 des Kaisers Otto I. an das Erzbistum Salzburg wird ein Graf Warmut als einer der hiesigen Besitzer genannt, der im gleichen Jahr den locus Riuti iuxta aebum in pago Sundargque (Vogtareuth) an das Kloster Sankt Emmeram tradierte. Das Gebiet war Rodungsland und wurde von Barschalken als Rodungsbauern urbar gemacht. Das Kloster Sankt Emmeram gehörte zudem zu den reichen Grundherren im Landgericht von Rosenheim. Seine Besitzungen bezogen sich auf Entleiten, Fussen, Gehering, Graben, Högering, Höhensteig, Kleinholzen, Kobel, Kragling, Kreut, Murnau, Oberwöhrn, Oed, Rögling, Spieln, Waldering, Westerndorf und Wurmsdorf. Im 13. Jahrhundert entwickelte sich die Propstei „Ruit“, das spätere Vogtareuth, zu einer geschlossenen Hofmark des Klosters. 1786 erlangte St. Emmeram die Reichsunmittelbarkeit für Vogtareuth.
Durch die Säkularisation kam 1803 die Propstei Vogtareuth an den Fürstprimas Karl Theodor von Dalberg. Nach 1810 wurde das Fürstentum Regensburg in das Königreich Bayern eingegliedert und 1811 wurde das Propsteigericht aufgelöst.

Wappen der Gemeinde Vogtareuth

Das Wappen der Gemeinde Vogtareuth, ein in Rot und Silber gespaltenes Schild mit Schlüssel und Palmzweig, entspricht dem Wappen des Reichsabtei St. Emmeram.

## Schloss Vogtareuth heute
Das alte Vogteigebäude ist bei dem großen Ortsbrand am 4. Oktober 1702 zugrunde gegangen. 1703–04 wurde es unter Verwendung von Mauern des 1539 entstandenen Vorgängerbaus wieder aufgebaut.
Heute ist das ehemalige Vogteigebäude ein dreigeschossiger, schindelgedeckter Walmdachbau mit Flacherkern und einem rundbogigen Marmorportal aus dem 16. Jahrhundert. Zu dem Schloss gehört eine Schlossökonomie, ein erdgeschossiger, schindelgedeckter Walmdachbau, der gleichzeitig mit dem Schloss erbaut und auch wieder errichtet worden ist.